# John Venn (Sozialreformer)
John Venn, auch John Venn Senior (* 9. März 1759 in Clapham; † 1. Juli 1813 ebenda) war ein Sozialreformer, Philanthrop und Geistlicher der Church of England sowie ein prominentes Mitglied der Clapham-Sekte.
Er setzte sich für eine Abschaffung der Sklaverei ein und sprach sich zudem für ein Verbot „grausamer Sportarten“ aus.

## Leben
John Venn war der Sohn von Herny Venn Senior. Er wurde Pfarrer in Little Durham, Norfolk, und war ür seine nach Angaben von Zeitgenossen durch brillante Logik bestechenden Predigten bekannt. Er war wegen seiner Mitgliedschaft in der reformerischen Clapham-Sekte zeitlebens umstritten.
Aus seiner ersten Ehe gingen zwei Söhne und fünf Töchter hervor. Einer dieser Söhne war der Geistliche Henry Venn Junior. Eine der Töchter, Jane, heiratete den Abolitionisten James Stephen und wurde Mutter des bekannten englischen Juristen und Schriftstellers James Fitzjames Stephen und des Historikers, Literates und Bergsteigers Leslie Stephen.
Er war der Großvater des Mathematikers John Venn.